# New York Liberty 2008
La stagione 2008 delle New York Liberty fu la 12ª nella WNBA per la franchigia.
Le New York Liberty arrivarono terze nella Eastern Conference con un record di 19-15. Nei play-off vinsero la semifinale di conference con le Connecticut Sun (2-1), perdendo poi la finale di conference con le Detroit Shock (2-1).

## Roster
| N° | Naz.                   | Ruolo | Sportivo            | Anno | Alt. | Peso |
| -- | ---------------------- | ----- | ------------------- | ---- | ---- | ---- |
| 3  | Stati Uniti (bandiera) | A     | Tiffany Jackson     | 1985 | 191  | 84   |
| 4  | Stati Uniti (bandiera) | C     | Janel McCarville    | 1982 | 188  | 93   |
| 5  | Stati Uniti (bandiera) | G     | Erin Thorn          | 1981 | 178  | 68   |
| 13 | Stati Uniti (bandiera) | G     | Megan Duffy         | 1986 | 170  | 61   |
| 17 | Stati Uniti (bandiera) | GA    | Essence Carson      | 1986 | 183  | 75   |
| 20 | Stati Uniti (bandiera) | GA    | Shameka Christon    | 1982 | 185  | 79   |
| 21 | Stati Uniti (bandiera) | G     | Loree Moore         | 1983 | 175  | 75   |
| 22 | Stati Uniti (bandiera) | A     | Ashley Battle       | 1982 | 183  | 83   |
| 23 | Stati Uniti (bandiera) | G     | Leilani Mitchell    | 1985 | 165  | 59   |
| 24 | Stati Uniti (bandiera) | A     | Erlana Larkins      | 1986 | 185  | 95   |
| 33 | Stati Uniti (bandiera) | A     | Cathrine Kraayeveld | 1981 | 193  | 82   |
| 40 | Stati Uniti (bandiera) | G     | Lisa Willis         | 1984 | 180  | 77   |
| 50 | Stati Uniti (bandiera) | C     | Jessica Davenport   | 1985 | 196  | 98   |

## Staff tecnico
- Allenatore: Pat Coyle
- Vice-allenatori: Nick DiPillo, Bruce Hamburger
- Preparatore atletico: Lisa White